# Onthophagus metriogonus
Onthophagus metriogonus är en skalbaggsart som beskrevs av Ernst Marcus 1914. Onthophagus metriogonus ingår i släktet Onthophagus och familjen bladhorningar. Inga underarter finns listade i Catalogue of Life.